# 颱風杜蘇芮
颱風杜蘇芮（英語：Typhoon Doksuri，國際編號：2305，聯合颱風警報中心：WP052023，菲律賓大氣地球物理和天文管理局：Egay）是2023年太平洋颱風季第5個被命名的風暴。「杜蘇芮」（韓語：독수리）一名由韓國提供，指猛禽秃鹫。

## 發展過程
7月14日，一個熱帶擾動在加羅林群島西南方海域生成，美國海軍研究實驗室給予擾動編號98W。
7月16日下午2時，聯合颱風警報中心將其評級提升為「中」。
7月20日凌晨2時，日本氣象廳將其升格為熱帶低氣壓，並對其發布烈風警報。同時，臺灣中央氣象局將其升格為熱帶低氣壓，給予編號TD06；澳門氣象局亦將其升格為熱帶低氣壓。
7月21日上午5時，聯合颱風警報中心將其評級提升為「高」，並對其發布熱帶氣旋形成警報。同時，香港天文台將其升格為熱帶低氣壓。上午8時，日本氣象廳將其升格為熱帶風暴，給予國際編號2305，並命名「杜蘇芮」。同時，中國氣象局和澳門氣象局將其升格為熱帶風暴；台灣中央氣象局將其升格為輕度颱風。上午11時，香港天文台將其升格為熱帶風暴。晚上8時，聯合颱風警報中心將其升格為熱帶性低氣壓，給予熱帶氣旋編號05W。
7月22日上午8時，聯合颱風警報中心將其升格為熱帶風暴。
7月23日凌晨2時，日本氣象廳率先將其升格強烈熱帶風暴。凌晨5時，中國氣象局將其升格強烈熱帶風暴。上午8時，香港天文台和澳門氣象局將其升格為強烈熱帶風暴。下午2時，聯合颱風警報中心率先將其升格為颱風。下午5時，中國氣象局和香港天文台將其升格為颱風。晚上8時，台灣中央氣象局將其升格為中度颱風。同時，澳門氣象局將其升格為颱風。晚上11時，日本氣象廳將其升格為颱風。
7月24日上午8時，中國氣象局和香港天文台率先將其升格為強颱風。下午2時，澳門氣象局將其升格為強颱風。晚上8時，中國氣象局和澳門氣象局將其升格為超強颱風。
7月25日凌晨2時，香港天文台將其升格為超強颱風。下午5時，菲律賓大氣地球物理和天文服務管理局將其降格為颱風。
7月26日凌晨3時10分，菲律賓大氣地球物理和天文服務管理局表示颱風杜蘇芮於卡加延省阿帕里富加島登陸。上午9時30分，菲律賓大氣地球物理和天文服務管理局表示颱風杜蘇芮於卡加延省卡拉揚市達盧皮里島第二次登陸。
7月27日上午5時，中國氣象局和香港天文台將其降格為強颱風。上午8時，澳門氣象局將其降格為強颱風。下午5時，中國氣象局再度將其升格為超強颱風。晚上8時，香港天文台和澳門氣象局再度將其升格為超強颱風。
7月28日上午9時55分，中國氣象局表示颱風杜蘇芮於福建省泉州晉江市沿海登陸。登陆时中心附近最大风力15级（50米/秒）。上午11時，香港天文台和澳門氣象局將其降格為強颱風。下午2時，香港天文台和澳門氣象局將其降格為颱風。下午5時，日本氣象廳將其降格為強烈熱帶風暴，晚上8時再將其降格為熱帶風暴，台灣中央氣象局將其降格為輕度颱風。同時，香港天文台和澳門氣象局將其降格為強烈熱帶風暴。
7月29日凌晨2時，香港天文台和澳門氣象局將其降格為熱帶風暴。上午8時，日本氣象廳將其降格為熱帶低氣壓。同時，澳門氣象局和香港天文台將其降格為熱帶低氣壓。上午11時，中國氣象局將其降格為熱帶低氣壓，并停止其编号。下午2時，香港天文台將其降格為低壓區。
7月30日晚上8時，日本氣象廳認為該颱風已消散。

## 影響
| 排名   | 风暴名称 | 台风季 | 损失数额（2023年美元） |
| ------ | -------- | ------ | ---------------------- |
| 1      | 杜苏芮   | 2023   | 293億美元              |
| 2      | 密瑞兒   | 1991   | 231億美元              |
| 3      | 海貝思   | 2019   | 213億美元              |
| 4      | 燕子     | 2018   | 175億美元              |
| 5      | 摩羯     | 2024   | 165億美元              |
| 6      | 桑达     | 2004   | 155億美元              |
| 7      | 菲特     | 2013   | 140億美元              |
| 8      | 法茜     | 2019   | 123億美元              |
| 9      | 桑美     | 2000   | 115億美元              |
| 10     | 利奇馬   | 2019   | 114億美元              |
| 来源： |          |        |                        |

### 菲律賓
當地發出之最高風暴信號：五號風暴信號
菲律宾多个省市宣布停工停课。截至7月25日凌晨4时，共计有超过8200名旅客在多个港口滞留。
杜苏芮登陆菲律宾後造成1死2伤。吕宋岛和菲中部地区遭遇大风和强降雨。至少有18万人受灾。7月27日下午，黎刹省一艘客船受大风侵袭倾覆，造成至少21人丧生，台风杜苏芮在菲律宾造成约2.8亿美金的经济损失。

### 臺灣
當地發布之颱風警報：海上陸上颱風警報
| 彭佳嶼 · 23.4 m/s板橋 · 8.4 m/s鞍部 · 11.0 m/s竹子湖 · 3.5 m/s淡水 · 9.8 m/s基隆 · 10.9 m/s臺北 · 8.4 m/s新屋 · 11.6 m/s新竹 · 6.5 m/s宜蘭 · 7.4 m/s蘇澳 · 8.8 m/s花蓮 · 12.6 m/s成功（新港） · 8.9 m/s臺東 · 8.6 m/s大武 · 9.2 m/s蘭嶼 · 19.4 m/s臺中 · 2.9 m/s梧棲 · 5.2 m/s日月潭 · 4.4 m/s阿里山 · 6.1 m/s嘉義 · 6.7 m/s玉山 · 21.8 m/s臺南 · 12.6 m/s高雄 · 9.6 m/s恆春 · 11.3 m/s澎湖 · 21.7 m/s東吉島 · 32.9 m/s金門 · 25.1 m/s馬祖 · 12.8 m/sclass=notpageimage\| 中華民國交通部中央氣象署署屬氣象測站測得最大持續風力。圖例： · 測得5級風或以下 · 測得6至7級風 · 測得8至9級風 · 測得10至11級風 · 測得12至15級風 | 彭佳嶼 · 31.7 m/s板橋 · 20.6 m/s鞍部 · 26.2 m/s竹子湖 · 15.6 m/s淡水 · 20.5 m/s基隆 · 23.2 m/s臺北 · 18.0 m/s新屋 · 21.0 m/s新竹 · 16.3 m/s宜蘭 · 20.5 m/s蘇澳 · 23.5 m/s花蓮 · 23.9 m/s成功（新港） · 15.4 m/s臺東 · 15.1 m/s大武 · 26.5 m/s蘭嶼 · 28.2 m/s臺中 · 5.7 m/s梧棲 · 8.5 m/s日月潭 · 17.4 m/s阿里山 · 16.4 m/s嘉義 · 14.6 m/s玉山 · 32.5 m/s臺南 · 27.3 m/s高雄 · 24.6 m/s恆春 · 22.5 m/s澎湖 · 40.4 m/s東吉島 · 46.7 m/s金門 · 36.5 m/s馬祖 · 23.8 m/sclass=notpageimage\| 中華民國交通部中央氣象署署屬氣象測站測得最大陣風。圖例： · 測得5級風或以下 · 測得6至7級風 · 測得8至9級風 · 測得10至11級風 · 測得12至15級風 |

由於颱風杜蘇芮逐漸接近臺灣，中央氣象局於7月24日20時30分發布海上颱風警報，第一報警戒範圍為巴士海峽以及台灣東南部海面。並於7月25日14時30分發布陸上颱風警報。杜蘇芮朝呂宋島北邊海面接近，暴風圈進入巴士海峽東側，威脅巴士海峽、東沙島、台灣東南部、台灣海峽南側，暴風圈26日觸陸，屏東、恆春半島為首波警戒區。出於安全原因，台灣於7月25日取消了一部分漢光演習。7月26日晚間，國防部表示，因陸上警報警戒區域擴大，原訂7月27日的萬安演習取消。台灣部分地區出現豪雨。全台一度有五萬五千戶家庭停電。台铁延误，2艘渔船沉没。7月27日，南高屏花東澎湖6縣市全天停止上班上課，金門上午照常上班上課，下午亦跟進宣布停止上班上課。7月28日，高雄、台南、屏東、金門、澎湖、嘉義縣市、雲林縣6鄉鎮、花蓮縣及台東縣部分地區全天停班停課。截至8月2日上午11時為止，颱風杜蘇芮造成農業產物與民間設施損失約3億2012萬元，若以縣市區分，嘉義縣損失最多，達1億266萬元；若以農作物來說，受損作物最多為香蕉，被害面積1268公頃，損害程度18%，換算無收穫面積為224公頃，損失金額7275萬元；畜產損失為18萬元；漁產損失為1億266萬元，受損漁產主要為牡蠣、吳郭魚；棉間設施如溫網室、禽舍等，損失金額約939萬元。。
7月26日18時25分，花蓮縣秀林鄉有一名女性跌入木瓜溪溺斃。
7月28日17時30分，中央氣象局解除所有颱風警報。

### 中國大陸
中國國家氣象中心發布之最高颱風預警信號： 颱風紅色預警信號
7月26日，国家防总将防汛防台风应急响应提升至三级，派出4个工作组赴浙江、福建、广东、江西协助指导防汛防台风工作。29日，中国气象局表示，受台风“杜苏芮”残余环流继续北上影响，华北、黄淮等地将有极端强降雨过程。7月29日至8月1日，北京、天津、河北、山东西部、河南北部、山西东部部分地区出現大暴雨，北京西部山前和南部、河北中南部等地局地有特大暴雨。中央气象台7月29日18时发布暴雨红色预警，是自2010年中央气象台正式启用预警发布机制以来发布的史上第二个暴雨红色预警。受此影响，八达岭长城、颐和园、泰山、衡山、嵩山、天安門廣場及故宮博物院等景区暂时关闭。北京市防汛指挥部29日19时启动全市防汛红色（一级）预警响应，要求市民非必要不外出，并发布9条预警应对措施。北京门头沟和房山出現塌方和山洪，门头沟区山区紧急转移群众5000人左右。强降雨導致门头沟2人死亡。杜蘇芮給北京帶來的降雨量超過2012年北京特大暴雨，京津冀地區至少11人死亡、27人失蹤（後來14名失联人员确认安全）。山西阳泉市出現强降雨，多地发生内涝，阳泉市发布城市内涝气象风险黄色预警。7月30日，国家防汛抗旱总指挥部对京津冀晋豫启动防汛二级应急响应。水利部也将京津冀洪水防御应急响应提升至Ⅱ级。子牙河发生2023年第1号洪水。截至7月31日20时，北京共转移受威胁群众52384人，107条山区道路封闭，301处山洪沟道关闭。在建工地共停工4069项，北京所有景区、乡村民宿全部关闭。受暴雨影響，來往北京和內蒙古烏海的K396次列車滯留北京門頭溝區，有乘客稱已被困超過30小時。截至8月1日，房山区约6万户停电，28个村3410户出现断电情况，7个乡镇62个村部分运营网络通信不畅。 河北省87个县（区）540703人受灾。中国财政部、应急管理部预拨1.1亿元人民币中央自然灾害救灾资金，支持京津冀防汛救灾工作。7月31日、8月1日，北京西站、北京丰台站部分列车停运。涿州全域停水，部分停电。

#### 福建省
福建省氣象台發布之最高颱風預警信號： 颱風紅色預警信號

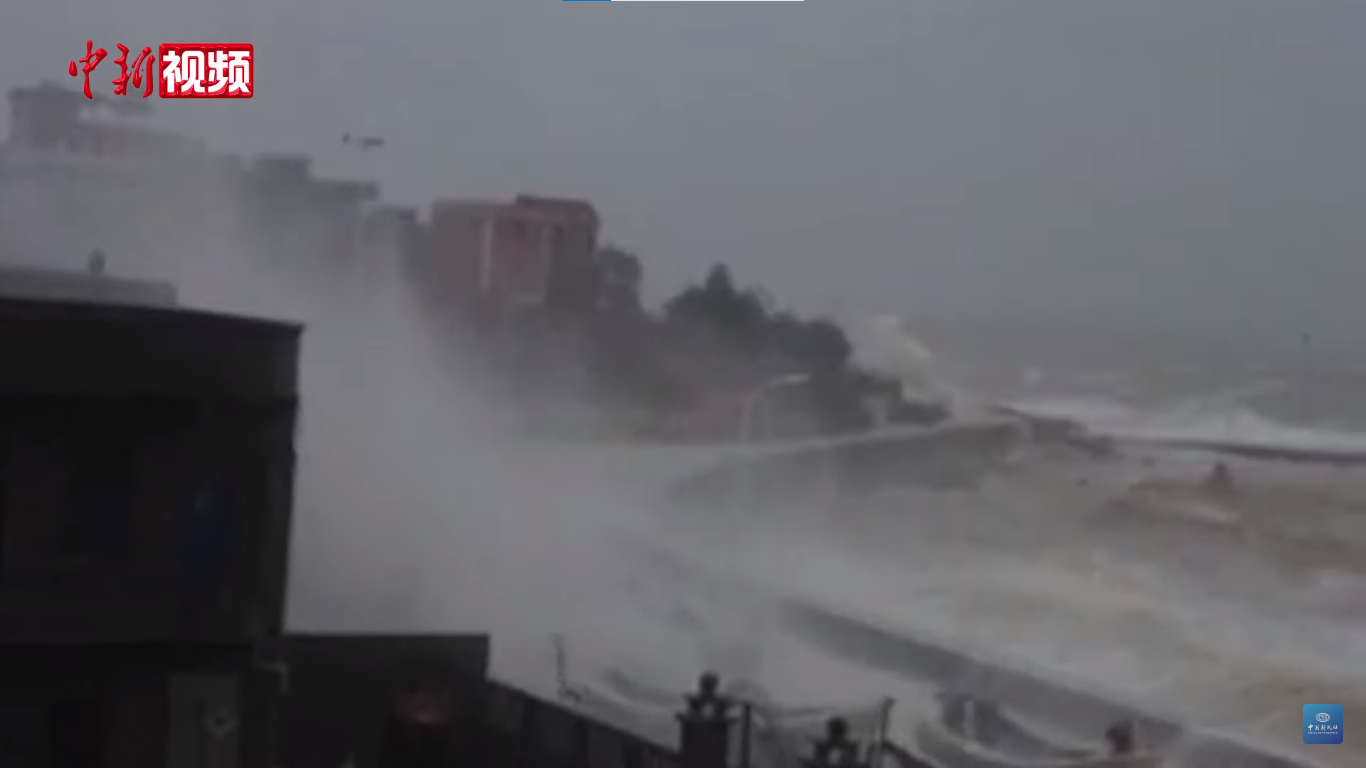
7月28日上午9时55分，“杜苏芮”在福建泉州晋江沿海登陆

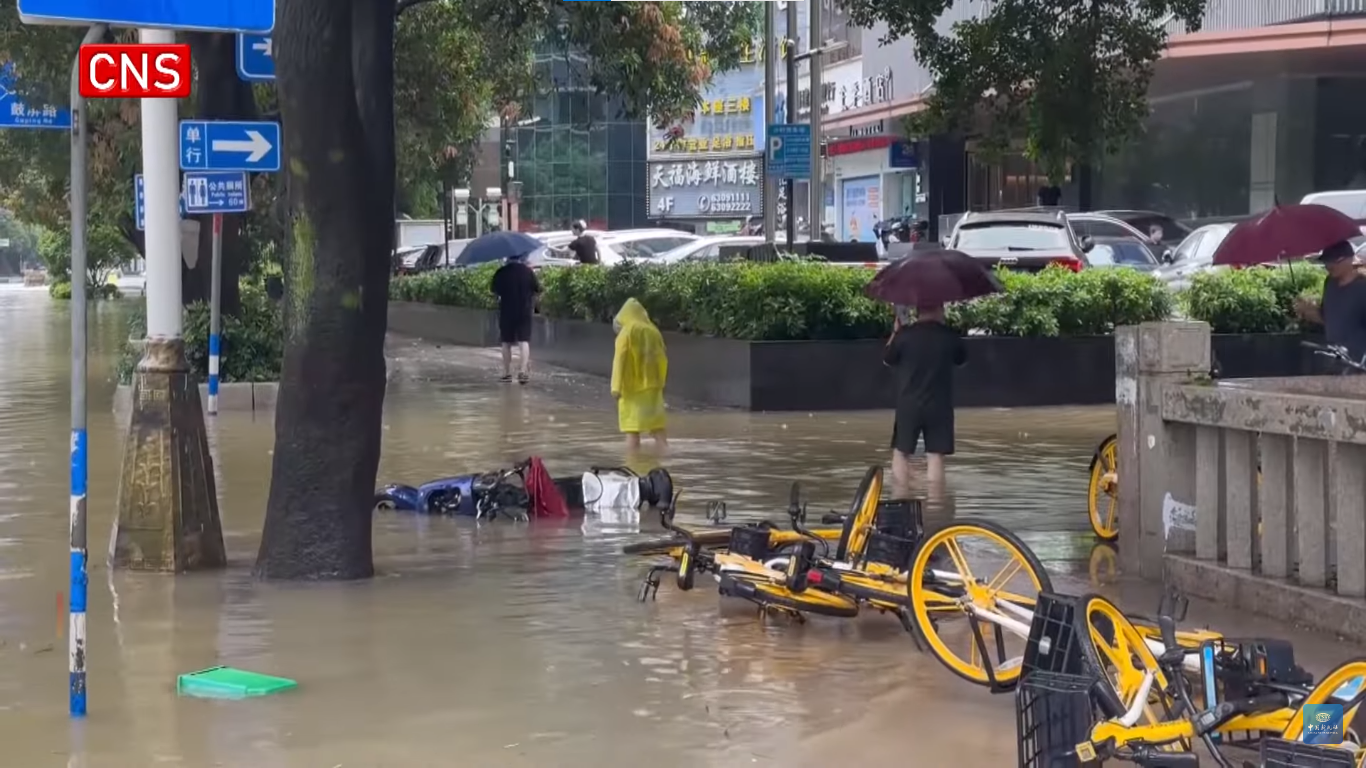
7月29日，受台风“杜苏芮”影响，福州强降雨持续，当地交通一度中断

7月23日18时，福建启动防台风Ⅳ级应急响应。7月26日11时提升至Ⅱ级。
福建已经下令所有近海渔船在周三中午前寻找最近的港口避难，并告知农民收割成熟的稻米和其他农作物。香港将从7月26日至28日暂停前往包括福建厦门在内的中国大陆沿海城市的部分高铁服务。福建省部分景区已关闭，沿海多条客运航线陆续停航，多趟列车停运。厦门全市游艇、帆船海上休闲旅游活动全部停止；厦门至漳州渡运航线、鼓浪屿旅游航线已陆续停航；厦金“三通”客运航线也从26日起全线停航。泉州至金门、马尾至马祖、黄岐至马祖三条“小三通”客运航线已全部停航。此外，福建省内各学校停学，校外培训机构停训。26日，厦门多家超市有市民提前抢购囤积生活物资。27日，厦门发布全市动员令，当日15时至台风Ⅰ级响应结束时，全市实行“三停一休”，湖里区更是宣布全区静默，所有人员“人不出门、车不上路”。泉州市从7月27日18时起至7月29日12时实行“三停一休”；漳州市从7月27日中午12时起至7月29日中午12时实行“三停一休”。 厦门市气象台7月27日22时00分将台风橙色预警信号升级为台风红色预警信号。
杜苏芮”7月28日9时55分在福建泉州市晋江县沿海登陆后，带来持续强降雨，造成福建多地受灾。福建全省出现暴雨到大暴雨，南部沿海地区局部特大暴雨。其中，莆田局地在1小时内降雨量超100毫米；截至7月28日15时，福建省莆田市仙游县6个乡镇累计降水超200毫米，强降水导致木兰溪水位上涨，拥有上千年历史的宋桥水流量大增，霞苑桥附近的休闲步道被淹。福建全省463个景区景点全部关闭，11624个施工工地全部停工，89条客渡运航线全部停航，202个港口码头全部关闭。沿海养殖渔排2.86万人撤离上岸，183艘海上作业渔船进港避风。同日15时，漳州、厦门、龙岩结束“三停一休”，恢复各类生产经营活动。同日晚，福州出现强降雨天气，部分地区24小时降雨量超过300毫米，多个气象观测站日降水量突破历史极值。福州市气象台为此发布暴雨红色预警信号。福州市人民政府防汛抗旱指挥部啟動防暴雨Ⅰ级应急响应。福州市区公交线路以及福州地铁全线网暂停运营服务。7月29日，杜蘇芮已造成福建省直接經濟損失30.53億元，已造成泉州市、厦门市、漳州市等9个地级市88万余人受灾。福州鼓楼、莆田城厢、莆田仙游等6个站点日雨量均破当地1961年以来历史纪录（28日8时至29日8时），莆田日雨量破全省国家观测站最大日降水量历史纪录。
7月28日20时，福建省气象台继续发布“台风预警Ⅲ级”，21时福建省防指决定将防台风应急响应降为Ⅲ级，维持防暴雨应急响应I级。
8月1日福建省防汛办通报，今年第5号台风“杜苏芮”共造成福建266.69万人受灾，紧急避险转移39.95万人，紧急转移安置16.24万人；农作物受灾面积37396.27公顷，其中绝收面积1701.76公顷；倒塌和严重损坏房屋3357间，一般损坏房屋间数14998间，直接经济损失147.55亿元。
另外在7月29日，寧德市霞浦縣通報8名幹部，涉及在杜蘇芮防禦期間，未能按要求在崗在位、主動擔當作為。通报同时批評他們為「躺平式」幹部。

#### 廣東省
廣東省氣象台發布之最高颱風預警信號： 颱風紅色預警信號
7月26日16时，广东省防汛防旱防风总指挥部将防风Ⅲ级应急响应提升为防风Ⅱ级应急响应。广东省内部分城市旅游景点暂时关闭，广铁集团管内杭深线、梅汕线、漳龙线、畲龙线部分动车组列车停运或调整运行区段。
7月27日13时30分，汕头市将防台风Ⅱ级应急响应提升为Ⅰ级，并在全市范围内实行“五停”，直至防台风Ⅰ级应急响应结束。潮州市也在7月27日18时在全市范围内实行“五停”。

#### 浙江省
浙江省氣象台發布之最高颱風預警信號： 颱風黃色預警信號
7月26日12时，浙江省防指将海上防台风应急响应调整为防台风Ⅳ级应急响应。温州和台州大部、丽水东部、宁波南部出现大到暴雨局部大暴雨。浙江舟山海域23个水工项目已停工，温州督促作业渔船回港避风。另外宁波部分景区暂停开放。27日16时，浙江省防指将防台风应急响应调整至III级。台风登陆前，浙江东部地区就出现了中到大雨，其中26日晚上至27日，温州南部四县交界处出现集中强降雨，部分单点24小时降雨量超过500毫米。

#### 京津冀地区

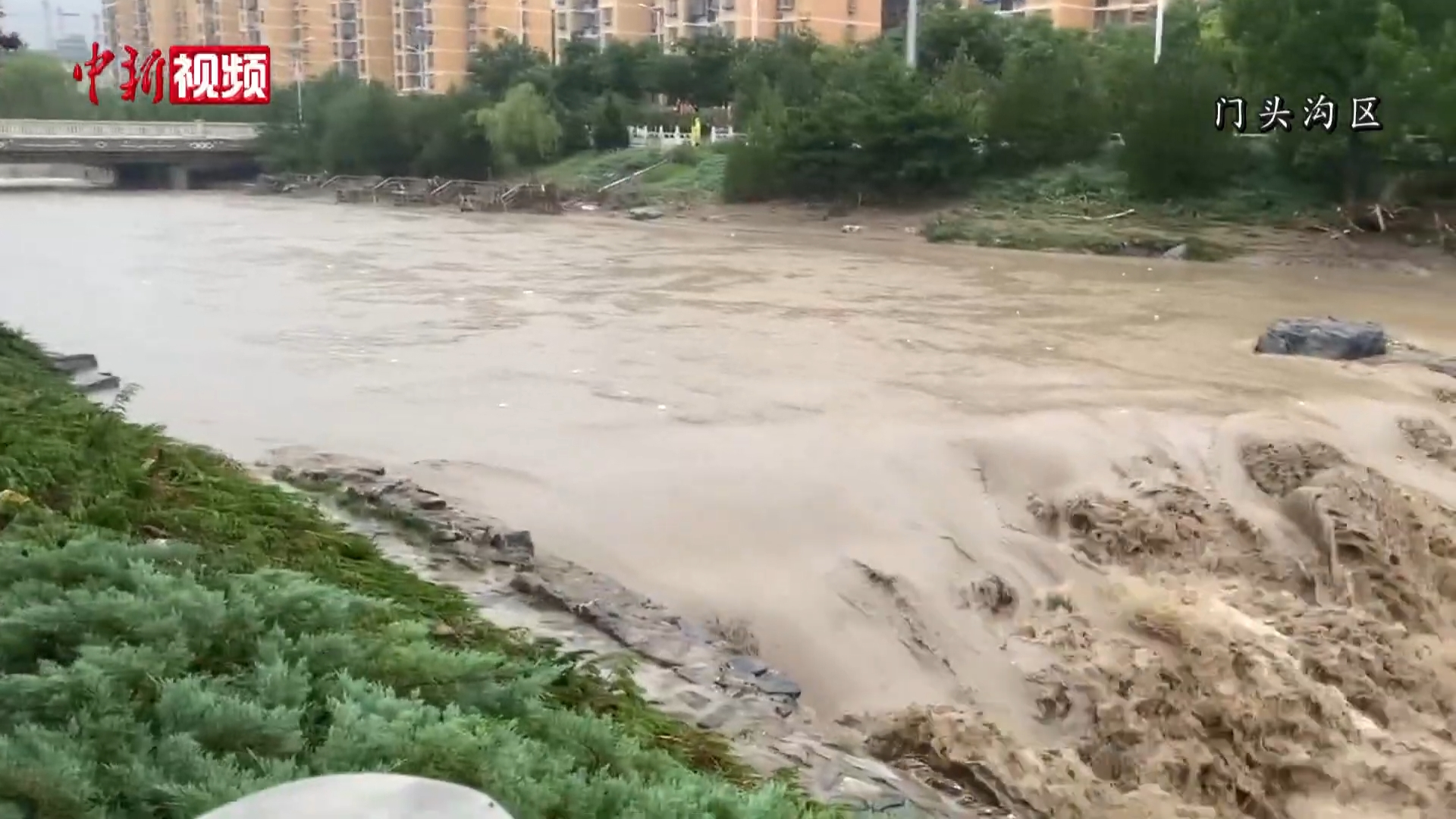
7月31日下午3时许，北京市门头沟区龙泉西公交场站附近河水汹涌。

#### 上海市
上海中心气象台发布之最高台风预警信号： 颱風藍色預警信號
上海中心气象台最初没有发布全市性的台风预警信号。7月27日11时崇明、浦东、金山、奉贤四区气象局单独发布了区级台风蓝色预警信号。7月28日早5时，上海市启动防汛防台四级应急响应，但仍未发布台风预警信号。7时49分，宝山区气象台亦跟进发布台风蓝色预警信号。直到7月28日17时，上海中心气象台才发布了全市范围的台风蓝色预警信号。7月29日14时00分，上海中心气象台解除台风蓝色预警信号。

#### 江西省
江西省气象台发布之最高台风预警信号： 颱風藍色預警信號

#### 江苏省
江苏省气象台发布之最高台风预警信号： 颱風藍色預警信號

#### 安徽省
安徽省气象台发布之最高台风预警信号： 颱風黃色預警信號
7月30日，潜山市出现雷雨大风、强降水天气过程，全市普降暴雨到大暴雨，局部特大暴雨。其中，天柱山24小时降水量达330毫米，是该站点自2006年建站以来单日降水量第一。天柱山风景区（含山谷流泉文化园）当天暂行关闭。

### 全國損失
根據中國於2024年1月20日發布的2023年全國十大自然災害，颱風杜蘇芮的風災及殘餘影響所造成的總損失超過2000億人民幣。
包括於福建、浙江、安徽、江西和廣東所造成的149.5億元人民幣的直接經濟損失。於北京、河北和天津所造成的1657.9億元人民幣的直接經濟損失。以及於黑龍江和吉林所造成的215.2億元人民幣的直接經濟損失。颱風杜蘇芮在全國共計造成約2021億人民幣的直接經濟損失。

### 香港
當地發出之最高熱帶氣旋警告信號： 一號戒備信號
隨著杜蘇芮向西北移動進入南海東北部，香港天文台在7月24日晚上發表的《天氣隨筆：杜蘇芮最新發展》中表示，杜蘇芮會在26日進入距離香港800公里範圍，屆時會視乎杜蘇芮的預測路徑及強度，評估其對香港的威脅，考慮是否需要發出熱帶氣旋警告信號。天文台在7月25日下午12時50分發出「特別天氣提示」，表示會在翌日稍後發出熱帶氣旋警告信號。隨著杜蘇芮進入距離香港800公里範圍內，天文台在7月26日上午11時45分更新「特別天氣提示」，表示會在當晚發出一號信號，並會視乎杜蘇芮與珠江口的距離，評估最新的熱帶氣旋警告信號。受杜蘇芮的外圍下沉氣流支配，香港天氣極端酷熱，天文台總部當日最高氣溫達攝氏35.5度，多處地區氣溫更升至攝氏36度或以上。天文台在晚上8時40分發出一號戒備信號，當時杜蘇芮集結在香港之東南偏東約720公里。天文台表示一號信號會在當晚到翌日早上維持，期間杜蘇芮會與香港維持500公里的距離，而香港主要吹西至西北風，受地形屏蔽，普遍吹強風的機會較低。天文台隨後在晚上9時45分補充，會視乎杜蘇芮與珠江口的距離，評估最新的熱帶氣旋警告信號。天文台在7月27日上午11時45分表示一號信號會在下午至晚上維持，並預料香港普遍吹強風的機會不大，發出更高熱帶氣旋警告信號的機會較低。天文台在下午4時45分表示杜蘇芮會在翌日最接近香港，在香港以東400公里左右掠過，屆時杜蘇芮亦會登陸福建南部，移入內陸並逐漸減弱，一號信號會在晚上至翌晨維持，發出更高熱帶氣旋警告信號的機會不大。天文台在7月28日上午10時45分表示會在未來一兩小時內取消所有熱帶氣旋警告信號；並在上午11時45分表示會在下午12時40分取消所有信號。天文台於7月28日下午12時40分取消所有熱帶氣旋警告信號，當時杜蘇芮集結在香港之東北約540公里。
杜蘇芮深入內陸時引入活躍西南氣流，香港天氣在7月29日早上明顯轉壞，有強烈雷雨區發展並帶來大雨。天文台在早上8時10分發出黃色暴雨警告信號，再於上午9時10分發出紅色暴雨警告信號，新界多區錄得超過50毫米雨量，大埔區更曾於1小時內錄得108毫米雨量。紅雨警告維持1小時，隨著雨勢減弱，天文台在上午10時10分改發黃色暴雨警告信號，並於上午10時40分取消所有暴雨警告信號。但是當晚天氣再次轉壞，天文台在晚上10時10分再度發出黃色暴雨警告信號，直至翌日（30日）凌晨12時半取消。

### 澳門
當地發出之最高熱帶氣旋信號： 一號風球
澳門氣象局在7月25日下午6時10分發出「特別天氣信息」，表示杜蘇芮將會於26日進入距離澳門800公里範圍，考慮到其環流廣闊及強度較強，氣象局屆時將發出熱帶氣旋信號。氣象局亦發出橙色高溫提示，指出受杜蘇芮的外圍下沉氣流影響，26至27日澳門會非常酷熱，並且持續的高溫會有機會觸發午後雷雨及強烈陣風；氣象局在26日晚上10時正發出一號風球，當時杜蘇芮集結在澳門之東南偏東約770公里，並表示發出三號風球的機率為「較低」至「中等」，而藍色風暴潮警告的機率為「較低」；受杜蘇芮的外圍下沉氣流影響，27日澳門天氣非常酷熱，並且高溫有機會觸發午後雷雨及強烈陣風。受杜蘇芮的影響，28至29日澳門風勢較大，間中有驟雨及幾陣雷暴。
澳門氣象局在7月27日上午11時表示一號風球會在午夜前維持生效，而改發更高風球的機率維持不變。因「杜蘇芮」的外圍下沉氣流影響，澳門普遍氣溫會達到35度以上，而且會有午後雷雨和雷暴，呼籲市民留意氣象局的最新消息。隨著杜蘇芮7月28日已在福建登陸，氣象局上午11時表示會在數小時內取消所有熱帶氣旋警告信號。氣象局在下午12時半取消所有熱帶氣旋警告信號，當時杜蘇芮集結在澳門之東北約600公里。

## 名称退役
因應杜蘇芮在菲律賓和中國大陸造成災難性破壞，被菲律賓和中國大陸在第56屆颱風委員會年會申請退役，在2024年2月舉行的第56次颱風委員會會議上獲該會接納把「杜蘇芮」從命名表中除名，以後將不再使用，同时「杜蘇芮」是自1945年為太平洋熱帶氣旋命名及日本气象厅自21世纪开始为太平洋台风命名以来以来，第一个同时被两个颱風委員會成员提出申請退役的风暴名称。 在第57屆世界氣象組織颱風委員會會議中通過新名由「布里（BORI）」取代。

## 熱帶氣旋警告使用紀錄

### 菲律賓
| 菲律賓大氣地球物理和天文服務管理局 風暴信號 | 菲律賓大氣地球物理和天文服務管理局 風暴信號 | 菲律賓大氣地球物理和天文服務管理局 風暴信號 |
| ------------------------------------------- | ------------------------------------------- | ------------------------------------------- |
| 上一熱帶氣旋                                | 一號風暴信號                                | 下一熱帶氣旋                                |
| 強烈熱帶風暴泰利                            | 一號風暴信號                                | 超強颱風蘇拉                                |
| 超強颱風瑪娃                                | 二號風暴信號                                | 超強颱風蘇拉                                |
| 強烈熱帶風暴尼格                            | 三號風暴信號                                | 超強颱風蘇拉                                |
| 超強颱風奧鹿                                | 四號風暴信號                                | 超強颱風蘇拉                                |
| 超強颱風奧鹿                                | 五號風暴信號                                | 超強颱風蘇拉                                |

### 中國大陸
| 国家气象中心 颱風預警信號 | 国家气象中心 颱風預警信號 | 国家气象中心 颱風預警信號 |
| ------------------------- | ------------------------- | ------------------------- |
| 上一熱帶氣旋              | 颱風藍色預警信號          | 下一熱帶氣旋              |
| 颱風泰利                  | 颱風藍色預警信號          | 超強颱風卡努              |
| 颱風泰利                  | 颱風黃色預警信號          | 超強颱風蘇拉              |
| 颱風泰利                  | 颱風橙色預警信號          | 超強颱風蘇拉              |
| 強颱風梅花                | 颱風紅色預警信號          | 超強颱風蘇拉              |

### 臺灣
| 交通部中央氣象局 颱風警報 | 交通部中央氣象局 颱風警報 | 交通部中央氣象局 颱風警報 |
| ------------------------- | ------------------------- | ------------------------- |
| 上一熱帶氣旋              | 海上颱風警報              | 下一熱帶氣旋              |
| 強烈颱風瑪娃              | 海上颱風警報              | 中度颱風卡努              |
| 強烈颱風軒嵐諾            | 陸上颱風警報              | 中度颱風卡努              |

### 香港
| 香港天文台 熱帶氣旋警告信號 | 香港天文台 熱帶氣旋警告信號 | 香港天文台 熱帶氣旋警告信號 |
| --------------------------- | --------------------------- | --------------------------- |
| 上一熱帶氣旋                | 一號戒備信號                | 下一熱帶氣旋                |
| 颱風泰利                    | 一號戒備信號                | 超強颱風蘇拉                |

### 澳門
| 地球物理暨氣象局 熱帶氣旋信號 | 地球物理暨氣象局 熱帶氣旋信號 | 地球物理暨氣象局 熱帶氣旋信號 |
| ----------------------------- | ----------------------------- | ----------------------------- |
| 上一熱帶氣旋                  | 一號風球                      | 下一熱帶氣旋                  |
| 颱風泰利                      | 一號風球                      | 超強颱風蘇拉                  |

## 外部連結
| 太平洋颱風季             |
| 主題頁 - 專題 - 編輯指南 |

- （日語）日本氣象廳首頁 （页面存档备份，存于）
- （英文）聯合颱風警報中心首頁 （页面存档备份，存于）
- （简体中文）中國國家氣象中心首頁 （页面存档备份，存于）
- （繁體中文）臺灣中央氣象局首頁 （页面存档备份，存于）
- （繁體中文）香港天文台首頁 （页面存档备份，存于）
- （繁體中文）澳門地球物理暨氣象局首頁 （页面存档备份，存于）
- （英文）菲律賓大氣地球物理和天文管理局 惡劣天氣公告 （页面存档备份，存于）
- （泰文）泰國氣象局首頁 （页面存档备份，存于）

1. 1 2 3  . 新浪网. 2023-07-29  [2023-08-08]. （原始内容存档于2023-08-10）. （页面存档备份，存于）
2. ↑  . 中新网.   [2023-08-08]. （原始内容存档于2023-08-07）. （页面存档备份，存于）